# 도다 우지카네

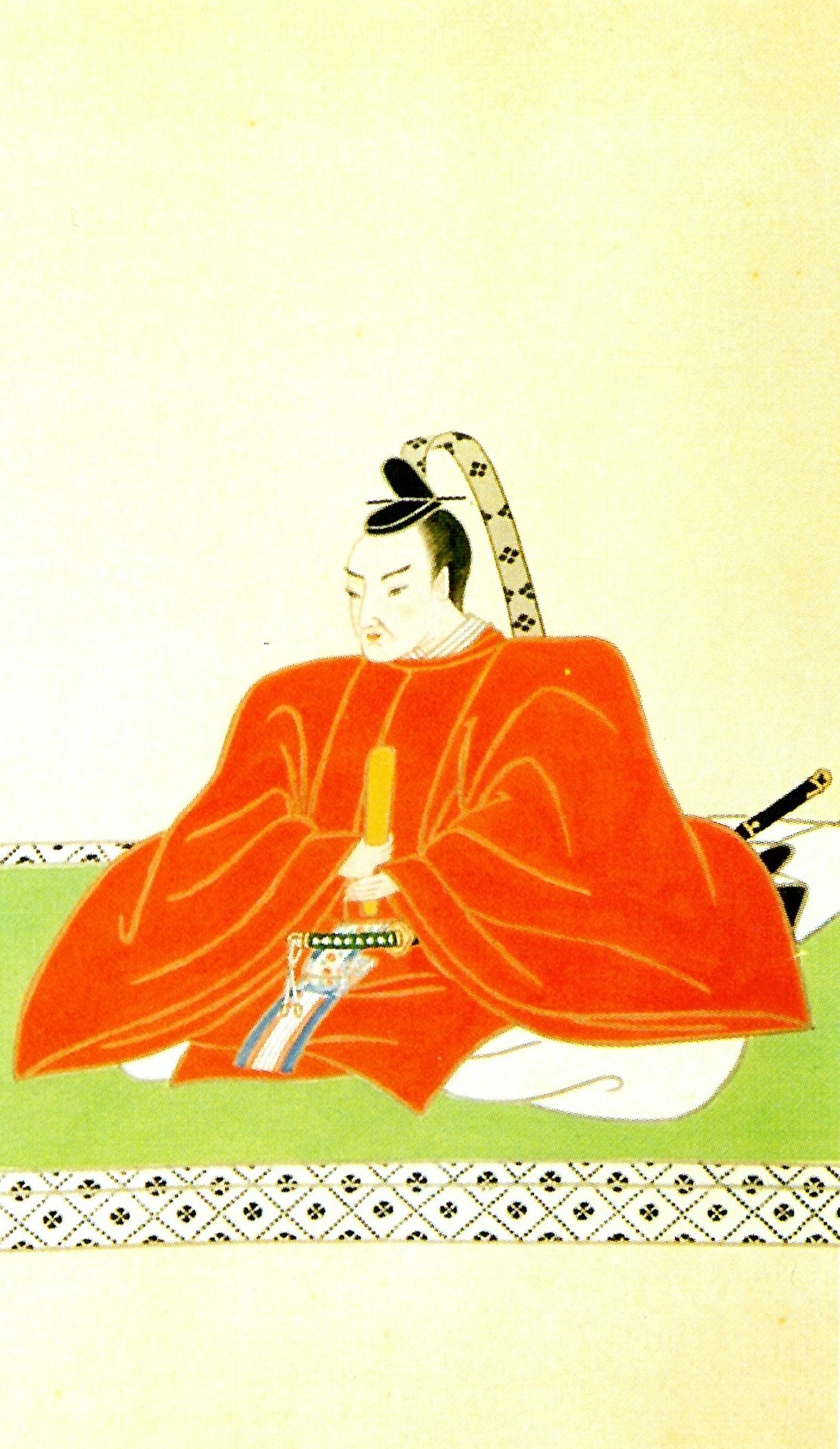
도다 우지카네

도다 우지카네(일본어: 戸田氏鉄, 1576년 3월 ~ 1655년 3월 21일)는 아즈치모모야마 시대부터 에도 시대 전기까지의 무장, 다이묘이다. 오미 제제번 제2대 번주, 셋쓰 아마가사키번주, 미노 오가키번 초대 번주를 지냈다. 오가키 번 도다가(大垣藩戸田家) 제2대 당주. 도다 가즈아키의 장남으로 태어났다.
| 전임 도다 가즈아키 | 제2대 제제번 번주 (도다가) 1604년 ~ 1616년 | 후임 혼다 야스토시 |

| 전임 다케베 마사나가 | 아마가사키번 번주 (도다가) 1617년 ~ 1635년 | 후임 아오야마 요시나리 |

| 전임 마쓰다이라 사다쓰나 | 제1대 오가키번 번주 (도다가) 1635년 ~ 1651년 | 후임 도다 우지노부 |